# Laurence Olivier Awards 2003
Die 27. Laurence Olivier Awards 2003 wurden von der Society of London Theatre am 14. Februar 2003 im Lyceum Theatre in London vergeben, um herausragende Theater- und Musicalproduktionen zu würdigen. Ausgezeichnet wurden Produktionen der Theatersaison 2002/2003. Eine Aufzeichnung der Preisverleihung wurde am folgenden Abend von BBC Two ausgestrahlt.

## Hintergrund
Der Laurence Olivier Award (auch Olivier Award) ist ein seit 1976 jährlich vergebener britischer Theater- und Musicalpreis. Er gilt als höchste Auszeichnung im britischen Theater und ist vergleichbar mit dem Tony Award am amerikanischen Broadway. Verliehen wird die Auszeichnung von der Society of London Theatre. Ausgezeichnet werden herausragende Darsteller und Produktionen einer Theatersaison, die im Londoner West End zu sehen waren. Die Auszeichnungen hießen zunächst Society of West End Theatre Awards und wurden 1985 zu Ehren des renommierten britischen Schauspielers Laurence Olivier in Laurence Olivier Awards umbenannt. Die Nominierten und Gewinner der Laurence Olivier Awards „werden jedes Jahr von einer Gruppe angesehener Theaterfachleute, Theaterkoryphäen und Mitgliedern des Publikums ausgewählt, die wegen ihrer Leidenschaft für das Londoner Theater“ bekannt sind.

## Gewinner und Nominierte
| Bestes neues Theaterstück | Bestes neues Musical |
| --- | --- |
| - Vincent in Brixton von Nicholas Wright – National Theatre Cottesloe / Wyndham’s Theatre - Jesus Hopped the ’A’ Train von Stephen Adly Guirgis – Donmar Warehouse - The Coast of Utopia von Tom Stoppard – National Theatre Olivier - The York Realist von Peter Gill – Royal Court Theatre / Strand Theatre                                                                                           | - Our House – Cambridge Theatre - Bombay Dreams – Apollo Victoria Theatre - Chitty Chitty Bang Bang – London Palladium - Taboo – Venue Theatre |
| Beste Wiederaufnahme Theaterstück | Beste Wiederaufnahme Musical |
| - Twelfth Night von William Shakespeare und Uncle Vanya von Anton Tschechow – Donmar Warehouse - A Streetcar Named Desire – National Theatre Lyttelton - Abigail’s Party – New Ambassadors Theatre | - Anything Goes – National Theatre Olivier - Oh, What a Lovely War – Regent’s Park Open Air Theatre |
| Beste neue Comedy | Bestes Entertainment |
| - The Lieutenant of Inishmore von Martin McDonagh – Barbican Pit / Garrick Theatre - Dinner von Moira Buffini – Loft Theatre - RolePlay von Alan Ayckbourn – Duchess Theatre - Lobby Hero von Kenneth Lonergan – Donmar Warehouse / New Ambassadors Theatre | - Play Without Words – National Theatre Lyttelton - Contact – Queen’s Theatre - Elaine Stritch at Liberty – Old Vic Theatre - Rory Bremner with John Bird and John Fortune – Albery Theatre |
| Bester Darsteller Theaterstück | Beste Darstellerin Theaterstück |
| - Simon Russell Beale als Vanya Petrovich Voynitsky in Uncle Vanya – Donmar Warehouse - Michael Gambon als Salter in A Number – Royal Court Theatre - Mark Rylance als Olivia in Twelfth Night – Globe Theatre - David Tennant als Jeff in Lobby Hero – Donmar Warehouse / New Ambassadors Theatre | - Clare Higgins als Ursula Loyer in Vincent in Brixton – National Theatre Cottesloe / Wyndham’s Theatre - Anita Dobson als Nancy in Frozen – National Theatre Cottesloe - Gwyneth Paltrow als Catherine in Proof – Donmar Warehouse - Emily Watson als Sonya Alexandrovna Serebryakova in Uncle Vanya – Donmar Warehouse                                  |
| Bester Darsteller Musical oder Entertainment | Beste Darstellerin Musical oder Entertainment |
| - Alex Jennings als Henry Higgins in My Fair Lady – Theatre Royal Drury Lane - Tim Flavin als Captain Billy Buck Chandler in My One and Only – Piccadilly Theatre - Michael Jibson als Joe Casey in Our House – Cambridge Theatre - Euan Morton als George O’Dowd in Taboo – Venue Theatre | - Joanna Riding als Eliza Doolittle in My Fair Lady – Theatre Royal Drury Lane - Janie Dee als Edith Herbert in My One and Only – Piccadilly Theatre - Elaine Stritch als Herself in Elaine Stritch at Liberty – Old Vic Theatre - Sarah Wildor als Wife in Contact – Queen’s Theatre                                                                     |
| Beste Leistung in einer Nebenrolle Theaterstück | Beste Leistung in einer Nebenrolle Musical oder Entertainment |
| - Essie Davis als Stella Kowalski in A Streetcar Named Desire – National Theatre Lyttelton - Jessica Hynes als Bolla in The Night Heron – Royal Court Theatre - Mark Strong als Orsino in Twelfth Night – Donmar Warehouse - Sian Thomas als Dawn Grey in Up for Grabs – Wyndham’s Theatre | - Paul Baker als Philip Sallon in Taboo – Venue Theatre - Sharon D. Clarke als Killer Queen in We Will Rock You – Dominion Theatre - Jenny Galloway als Mickey in My One and Only – Piccadilly Theatre - Nichola McAuliffe als Baroness Bomburst in Chitty Chitty Bang Bang – London Palladium - Craig Urbani als Darsteller in Contact – Queen’s Theatre |
| Bester Regisseur / Beste Regisseurin | Bester Choreograph / Beste Choreographin |
| - Sam Mendes für Twelfth Night und Uncle Vanya – Donmar Warehouse - Matthew Bourne für Play Without Words – National Theatre Lyttelton - Richard Eyre für Vincent in Brixton – National Theatre Cottesloe - Edward Hall für Rose Rage – Theatre Royal Haymarket | - Matthew Bourne für Play Without Words – National Theatre Lyttelton - Peter Darling für Our House – Cambridge Theatre - Craig Revel Horwood für My One and Only – Piccadilly Theatre - Susan Stroman für Contact – Queen’s Theatre |
| Vielversprechendster Dramatiker / Vielversprechendste Dramatikerin | Vielversprechendster Darsteller / vielversprechendste Darstellerin |
| - Charlotte Eilenberg für The Lucky Ones – Hampstead Theatre - Christopher Shinn für Where Do We Live – Royal Court Theatre | - Noel Clarke als Shed in Where Do We Live – Royal Court Theatre - Toby Dantzic als Ron in Where Do We Live – Royal Court Theatre - Sam Heughan als John in Outlying Islands – Royal Court Theatre - Sid Mitchell als Soren in The Dead Eye Boy – Hampstead Theatre                                                                                       |
| Bester Bühnenbildner / Beste Bühnenbildnerin | Bester Kostümdesigner / Beste Kostümdesignerin |
| - Bunny Christie für A Streetcar Named Desire – National Theatre Lyttelton - Lez Brotherston für Play Without Words – National Theatre Lyttelton - William Dudley für The Coast of Utopia – National Theatre Olivier - Anthony Ward für Chitty Chitty Bang Bang – London Palladium | - Jenny Tiramani für Twelfth Night – Globe Theatre - William Dudley für The Coast of Utopia – National Theatre Olivier - Mike Nicholls für Taboo – Venue Theatre - Mark Thompson für Bombay Dreams – Apollo Victoria Theatre |
| Bester Lichtdesigner / Beste Lichtdesignerin | |
| - Peter Mumford für The Bacchae – National Theatre Olivier - Paule Constable für Play Without Words – National Theatre Lyttelton - David Hersey für The Coast of Utopia – National Theatre Olivier - Paul Pyant für A Streetcar Named Desire – National Theatre Lyttelton | |
| Herausragende Leistungen Ballett | Beste neue Ballettproduktion |
| - Robyn Orlin Als Choreograph von Daddy, I’ve Seen This Piece Six Times and I Still Don’t Know Why They’re Hurting Each Other – Barbican Pit - Chiaki Nagao in Madame Butterfly, Northern Ballet Theatre – Sadler’s Wells Theatre - Christopher Wheeldon als Choreograph von Polyphonia – Sadler’s Wells Theatre und Tryst – Royal Opera House - Tanztheater Wuppertal für Kontakthof – Barbican Centre | - Polyphonia, Danses Concertantes – Sadler’s Wells Theatre - Rain, Rosas – Sadler’s Wells Theatre - Rome and Jewels, Rennie Harris Puremovement – Peacock Theatre - Tryst, The Royal Ballet – Royal Opera House |
| Herausragende Leistungen Oper | Beste neue Opernproduktion |
| - Antonio Pappano für die musikalische Leitung von Ariadne auf Naxos und Wozzeck – Royal Opera House - Roberto Alagna und Angela Gheorghiu in La rondine, The Royal Opera – Royal Opera House - Lisa Saffer in Lulu, English National Opera – London Coliseum | - Wozzeck, The Royal Opera – Royal Opera House - Ariadne auf Naxos, The Royal Opera – Royal Opera House - Bluebeard’s Castle und Erwartung, The Royal Opera – Royal Opera House - Lulu, English National Opera – London Coliseum |
| Herausragende Leistung | |
| - Gregory Doran und sein Ensemble für ihre Theatersaison – Gielgud Theatre | |

## Sonderpreise
| Kategorie                         | Preisträger                                                            |
| --------------------------------- | ---------------------------------------------------------------------- |
| Sonderpreis der Society of London | Sam Mendes für zehn Jahre als Künstlerischer Leiter – Donmar Warehouse |

## Statistik

### Mehrfache Nominierungen
- 5 Nominierungen: Play Without Words und Twelfth Night
- 4 Nominierungen: A Streetcar Named Desire, Contact, My One and Only, Taboo, The Coast of Utopia und Uncle Vanya
- 3 Nominierungen: Chitty Chitty Bang Bang, Our House, Vincent in Brixton und Where Do We Live
- 2 Nominierungen: Ariadne auf Naxos, Bombay Dreams, Elaine Stritch at Liberty, Lobby Hero, Lulu, My Fair Lady, Polyphonia, Tryst und Wozzeck

### Mehrfache Gewinne
- 3 Gewinne: Twelfth Night und Uncle Vanya
- 2 Gewinne: A Streetcar Named Desire, My Fair Lady, Play Without Words, Vincent in Brixton und Wozzeck